# Rachida Triki
Rachida Triki là một triết gia, nhà sử học nghệ thuật và người quản lý nghệ thuật, hiện là giáo sư triết học tại Đại học Tunis chuyên ngành thẩm mỹ.

## Tiểu sử và sự nghiệp
Tiến sĩ Rachida Boubaker-Triki tốt nghiệp Đại học Paris 1 Pantheon-Sorbonne năm 1971. Sau đó, bà làm luận án về Thẩm mỹ và chính trị tại thời phục hưng do Pr. Hélène Vedrine. Năm 1983, bà lấy bằng tiến sĩ tại Đại học Paris 1 Pantheon-Sorbonne. Năm 2001, bà đã nhận được một Haging trong triết học từ Đại học Paris 8 dưới sự chỉ đạo của Pr. Patrice Vermeren.
Hiện tại bà là giáo sư triết học tại Đại học Tunis. Bà cũng là người sáng lập và chủ tịch Hiệp hội thẩm mỹ và thi ca Tunisia (ATEP), phó chủ tịch Hiệp hội thi ca quốc tế (SIP), thành viên của Hội đồng điều hành của Hiệp hội lịch sử và thẩm mỹ châu Âu-Địa Trung Hải (AEPHAE), và đại biểu trong Ban điều hành của Hiệp hội thẩm mỹ quốc tế (IAA).
bà cũng là một nhà phê bình nghệ thuật và là người phụ trách chuyên môn về nghệ thuật Bắc Phi. Năm 1994, bà đã hợp tác sản xuất một loạt 24 phim tài liệu về các họa sĩ Tunisia ở nơi làm việc của họ. Bà cũng là người điều hành nhiều triển lãm nghệ thuật quốc tế ở Châu Âu và Châu Phi. Bà cũng đã cố vấn cho các nền tảng nghệ thuật thị giác và đề cử các nghệ sĩ cho các giải thưởng quốc tế khác nhau. Hiện tại bà đang làm cố vấn cho Quỹ Kamel Lazaar và người đề cử cho Prix Pictet 2013  và cho Prince Claus Awards 2013.
bà đã tổ chức nhiều cuộc họp quốc tế về các vấn đề đương thời của sự sáng tạo trong Nghệ thuật, và đã xuất bản sách và bài viết về chủ đề này. Bà cũng là thành viên của ban biên tập của tờ Recherches poïétiques và Art Artinin.
Trong cuộc cách mạng Tunisia năm 2011, Rachida Triki, với tư cách là chủ tịch Hiệp hội thẩm mỹ và thi ca Tunisia đã khởi xướng  để dân chủ hóa văn hóa, ủng hộ phê bình nghệ thuật tự do và độc lập, và khuyến khích các nghệ sĩ trẻ và NGO văn hóa.

## Sách của Rachida Trik (tuyển chọn)
- Thư viện: Ce que l'on voit, ce que l'on crée (Hình ảnh: Những gì được nhìn thấy, những gì được tạo ra), Larousse, Paris, 2008.
- L'salonétique du temps tượng hình (Tính thẩm mỹ của thời gian hình ảnh), Tunis, 2001.
- Tranh ở Hasdrubal, Tunis 2002 (dịch sang tiếng Pháp, tiếng Ả Rập và tiếng Đức).
- Les femmes peintres en Tunisie (Nữ họa sĩ ở Tunisia) CREDIF Tunis 2001.
- L'salonétique et la question du Sens (Thẩm mỹ và giác quan), Arcantères, Paris, 2000
- L'image chez Deleuze, Foucault, Lyotard (Hình ảnh trong Deleuze, Foucault, Lyotard), công việc tập thể, Vrin, Paris, 1997.
- Esthétique et politique à la Renaissance (Thẩm mỹ và chính trị ở Phục hưng), Publications de l'Université de Tunis, Tunis 1986.

## Sách được chỉnh sửa bởi Rachida Trik (tuyển chọn)
- Poïètique artistique et citoyenneté, Phiên bản Wassiti, Tunis, 2012
- Le contemporain des Arts, Wassiti Edition, Tunis, 2011
- Phương Đông, Les Arts dans le prisme exogène (Phương Đông / Sự cố), Phiên bản Wassiti, Tunis, 2008.
- Poïétique de l'existence, Stratégie des Arts contemporains (Chiến lược nghệ thuật Contenporain), Beit elHekma, Tunis, 2008.
- Philosopher en Tunisie aujourd'hui (Làm triết học ở Tunisia ngày nay) Revue Rue Descartes n ° 61, Paris 2008.
- Quelle penée dans la pratique des nghệ thuật? (Nghệ thuật tư duy), ATEP, Tunis, 2007.
- Poïètique de l'existence, Stratégies contemporaines des Arts, SONUMED Edition, Tunis, 2006
- Espaces et mémoires (Không gian và bộ nhớ), Phiên bản Maghreb, Tunis, 2005.
- Sáng tạo, hasard et Needité (Sáng tạo, may mắn và cần thiết), Tunis, 2003.
- Nghệ thuật và transcréation (Arts et transcréation), Wassiti, Tunis, 2001.
- Critique et création (Phê bình và sáng tạo), CPU, Tunis, 2000.
- Création et văn hóa (Sáng tạo và văn hóa), Arcantères Paris, 1994.
- Patrimoine et création (Patrimony và sáng tạo), Edilis, Lyon, 1992.

## Đóng phim
- Năm 1994, Rachida Triki đã hợp tác sản xuất một loạt 24 phim tài liệu cho đài truyền hình Tunisia (RTT). Mỗi bộ phim tài liệu khám phá tác phẩm của một họa sĩ người Tunisia. Nó chứa các cuộc phỏng vấn của họa sĩ, cảnh của quá trình sáng tạo và phê bình các tác phẩm nghệ thuật.

## Triển lãm
- 2013: Người phụ trách sự kiện Nghệ thuật Đất đai " De Colline en Colline, 24h pour l'art contemporain Lưu trữ ngày 4 tháng 3 năm 2016 tại Wayback Machine " (Từ đồi này sang đồi khác, 24h cho Nghệ thuật Đương đại), Sidi Bou Saïd / Takrouna / Chénini, Tunisia, Mars 2013.
- 2011: Người phụ trách triển lãm "Những bức ảnh đương thời en Tunisie" (Nhiếp ảnh đương đại ở Tunisia), Trung tâm nghệ thuật sống quốc gia, Tunisia, octobre 2011.
- 2010: Người phụ trách Bắc Phi cho Dak'Art 2010, Biên niên thứ 9 của nghệ thuật đương đại châu Phi. Dakar, Sénégal.
- 2010: Giám tuyển triển lãm nghệ thuật đương đại Quân đoàn La Part Du Lưu trữ ngày 2 tháng 3 năm 2022 tại Wayback Machine, Bảo tàng thành phố Tunis
- 2009: Giám tuyển triển lãm nghệ thuật đương đại Gần, Bảo tàng thành phố Tunis.
- 2008: Đồng giám tuyển cho Bienal Pontevedra Nghệ thuật Đương đại, Tây Ban Nha (Nghệ sĩ: Nadia Kaabi, Halim Karabibène, Nicene Kossentini, Mouna Karray, Mouna Jmal và Sana Tamzini).
- 2007: Người phụ trách Bắc Phi, tại Bảo tàng Quốc gia Mali, Bamako, Khu liên lạc (Các nghệ sĩ: Hassen Eouch, Dalal Tangour, Ammar Bouras).
- 2006: Người phụ trách cho Poïétique de l'existence, Hammamet, (Tunisia) (Các nghệ sĩ: Abderrazek Sahli, Taïeb Ben Hadj Ahmed, Nicéne Kossentini, Amel Bouslama).
- 2004: Đồng giám tuyển cho Paysages croisés, Centre Culturel Arabe, Paris (Các nghệ sĩ: Faten Chouba, Eliane Chiron, Jean Le Gac, Fadoua Dagdoug).
- 2002: Tổ chức triển lãm chuyên khảo cho nghệ sĩ René Passeron, Eros et le tragique, In hình ảnh (1946 - 2002) tại Galerie Hasdrubal, Hammamet, Tunisia
- 2000: Đồng giám tuyển cho Lumières tunisiennes Hôtel de ville, Paris (Nghệ sĩ: Aly Ben Salem, Najib Belkhodja, Ridha Bettaëb).
- 1999: Đồng giám tuyển cho D'ici et de là-bas: miroir tunisien tại Espace Alizés, Brussels, (Các nghệ sĩ: Mohamed Trigui, Samira Lourini, Nja Mahdaoui, Faouzia Hichri, Adel Magdiche).
- 1998: Tổ chức triển lãm L'effet Olivier tại Moulin Mahjoub, Tébourba Tunisia: (Nghệ sĩ: Nja Mahdaoui, Abderrazak Sahli, Chadli Elloumi, Ridha Bettaïb, Aïcha Ibrahim).
- 1994: Tổ chức triển lãm chuyên khảo cho nghệ sĩ Dhia Azzawi, porte-folio Aboul Kacem Al Chabbi, Galerie La Kasbah, Sfax Tunisia
- 1991: Tổ chức triển lãm Patrimoines tại Academia of Art Beit al Hikma, Carthage (Tunisia) (Khaled Ben Slimane, Nja Mahdaoui, Faouzia Hichri, Abderrazek Sahli).